# Kentucky
Thịnh vượng chung Kentucky (tiếng Anh: Commonwealth of Kentucky, phát âm như "Ken-tắc-ky") là tiểu bang thứ 15 của Hoa Kỳ. Kentucky thường được coi là tiểu bang miền Nam.
Đây là nơi sinh của Tổng thống Abraham Lincoln (tại Hardin County).

## Địa lý

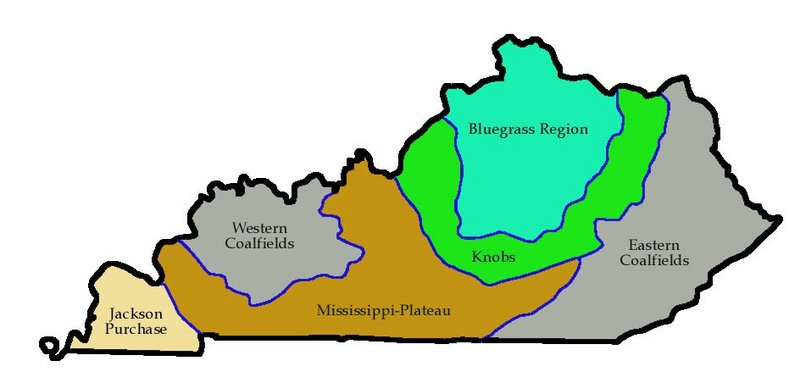
Các miền chính của Kentucky

Kentucky, có tên hiệu The Bluegrass State (Tiểu bang Cỏ poa), tiếp giáp với cả những tiểu bang miền Trung Tây và miền Trung Nam như Tây Virginia và Virginia về phía đông, Tennessee về phía nam, Missouri về phía tây, và Illinois, Indiana và Ohio về phía bắc.
Dọc theo ranh giới phía bắc và phía tây của tiểu bang lần lượt là sông Ohio và sông Mississippi. Các sông lớn khác của Kentucky là sông Kentucky, sông Tennessee, sông Cumberland, sông Xanh, và sông Licking.

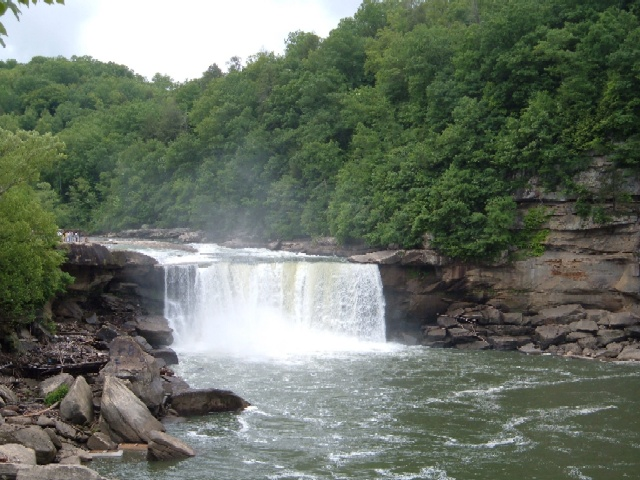
Cumberland Falls ban ngày. Đôi khi vào buổi tối trời đẹp, sương mù của thác nước làm cầu vồng trắng.

Có thể chia Kentucky thành năm vùng chính: dãy núi Cumberland và cao nguyên Cumberland ở đông nam, vùng Cỏ poa (Bluegrass region) ở trung bắc, cao nguyên Pennyroyal ở phía trung nam và phía tây (còn được gọi Pennyrile) với hai thành phố Elizabethtown và Bowling Green), vùng than phía tây, và Miền đất mua Jackson (Jackson Purchase) ở xa miền tây.
Kentucky là tiểu bang duy nhất ở nước Mỹ có một vùng đất lọt vào giữa tiểu bang khác. Ở xa miền tây Kentucky có Kentucky Bend, một miến đất nhỏ trên bờ sông Mississippi. Nó giáp với Missouri và Tennessee (theo đường sông), do động đất New Madrid tạo ra.
Miền Cỏ poa thường được chia thành hai miền nhỏ hơn: miền Nội Cỏ poa (Inner Bluegrass) – trong vòng Lexington cách 145 kilômét (90 dặm) – và miền Ngoại Cỏ poa (Outer Bluegrass) bao gồm hầu hết các vùng phía bắc của tiểu bang, trên miền Gò (Knobs Region). Phần lớn miền Ngoại Cỏ poa thuộc về vùng dãy đồi Eden Shale (Eden Shale Hills), có những đồi thấp, dốc và rất hẹp.

### Các kỳ quan tự nhiên nổi tiếng
- Đèo Cumberland (Cumberland Gap) là đường chính qua dãy Appalachian trong lịch sử Mỹ.
- Công viên Tiểu bang thác Cumberland (Cumberland Falls) có cầu vồng trắng duy nhất ở Tây bán cầu và một trong hai trên thế giới (cái kia ở Thác Victoria).
- Công viên Quốc gia Hang Mammoth (Mammoth Cave) để khách đi bộ vào hầm dài nhất trên thế giới.
- Khu địa chất hẻm Sông Đỏ là một phần của Rừng Quốc gia Daniel Boone.
- Land Between the Lakes là Khu giải trí quốc gia trực thuộc Dịch vụ Rừng Hoa Kỳ.
- Rừng Bernheim là vườn cây, rừng, và khu bảo tồn tự nhiên rộng 57 km² (14.000 mẫu Anh) tại Clermont.

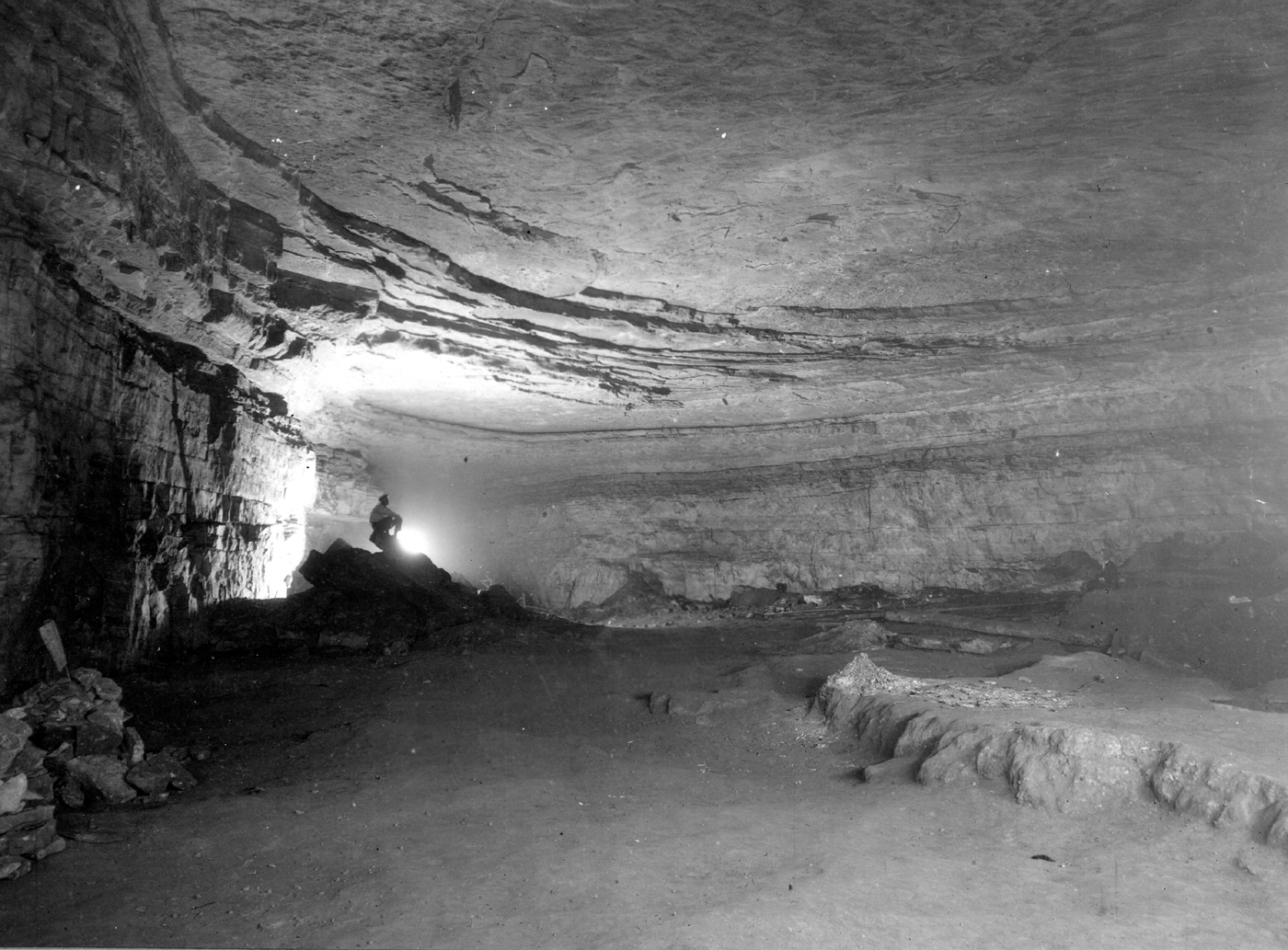
Phòng Tròn ở hang Mammoth

- Khu tưởng niệm Quốc gia Sinh quán Abraham Lincoln tại Hodgenville.
- Sông và Khu giải trí quốc gia Big South Fork gần thành phố Whitley.
- Đường mòn lịch sử Quốc gia Nước mắt cũng đi qua Kentucky.
- Núi Đen, nơi cao nhất của tiểu bang, dọc theo ranh giới của hai quận Harlan và Letcher.
- Khu bảo tồn tự nhiên Quốc gia Thác Bad Branch là khu bảo tồn tự nhiên rộng 10,68 km² (2.639 mẫu Anh) trên đường dốc phía nam của núi Pine tại Quận Letcher. Đây là một trong những nơi có nhiều loài quý hiếm và nguy hiểm trong tiểu bang, cũng như có thác nước 18 mét (60 foot) và dòng sông Kentucky Wild.
- Rừng kỷ niệm Jefferson ở phía nam thành phố Louisville ở miền Gò. Đây là rừng trong thành phố lớn nhất ở Hoa Kỳ.
- Công viên Tiểu bang Sông Xanh thuộc Quận Taylor.

### Các thành phố lớn

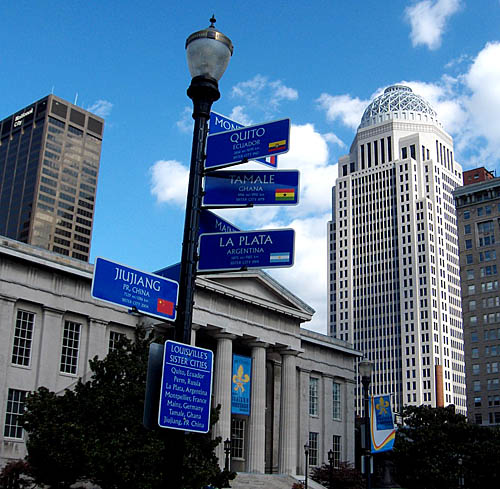
Louisville, Kentucky

Các thành phố lớn nhất của Kentucky và nhiều các quận đang phát triển nhanh nhất tập trung ở vùng Tam giác Vàng, phần lớn vùng này nằm trong miền Cỏ poa, trừ ba quận Hardin, Meade, và LaRue thuộc về miền Pennyroyal.
Thành phố lớn nhất của Kentucky là thành phố Louisville (cùng chính phủ với Quận Jefferson), có dân số ước lượng năm 2004 là 556.332. Bên Kentucky của khu vực thống kê tổng hợp Louisville (Kentuckiana) có 1.120.039 người. Thành phố lớn thứ hai là Lexington (cùng chính phủ với Quận Fayette) có 260.512 người, và khu vực thống kê tổng hợp của nó có dân số ướng lượng là 635.547 người vào năm 2005. Vùng Bắc Kentucky, tức là bảy quận của Kentucky thuộc về khu vực thống kê tổng hợp của Cincinnati, có dân số ước lượng năm 2005 là 403.727 người. Các khu vực đô thị của Louisville, Lexington, và Bắc Kentucky có dân số tổng cộng là 2.159.313 vào năm 2005, tương đương 51,7% của dân số toàn tiểu bang.
Hai vùng thành thị đang phát triển mạnh là vùng Bowling Green và "Miền Ba Thành phố" (Tri Cities Region) ở miền Đông Nam Kentucky, bao gồm Somerset, London, và Corbin.
Tuy chỉ có một thành phố, Somerset, ở miền Ba Thành phố có hơn 10.000 dân cư, vùng này đang phát triển dễ sợ về dân số và việc làm từ thập niên 1990, và nhiều nhà địa lý cho rằng đây là khu vực thành thị tiếp theo của Kentucky. Quận Laurel phát triển đặc biệt nhanh, và nhanh hơn những vùng khác như là Quận Scott và Quận Jessamine gần Lexington hay Quận Shelby và Quận Nelson gần Louisville. London, Kentucky coi như sắp tăng lên dân số gắp đôi từ 5.692 người vào năm 2000 tới 10.879 vào năm 2010. Wal-Mart đã xây một trung tâm phân phối ở London vào năm 1997, tao ra hàng ngàn việc làm với lương cao cho thành phố.
| Thành phố     | Dân số dự đoán |
| ------------- | -------------- |
| Louisville    | 564.048        |
| Lexington     | 275.127        |
| Owensboro     | 56.149         |
| Bowling Green | 54.291         |
| Covington     | 42.470         |
| Richmond      | 34.472         |
| Florence      | 28.296         |
| Henderson     | 27.875         |
| Nicholasville | 27.675         |
| Hopkinsville  | 27.249         |
| Frankfort     | 26.591         |
| Jeffersontown | 25.630         |
| Paducah       | 24.402         |
| Elizabethtown | 24.162         |
| Georgetown    | 22.210         |

| Quận      | Thành phố chính | Dân số dự đoán | Thay đổi |
| --------- | --------------- | -------------- | -------- |
| Jefferson | Louisville      | 706.050        | +12.446  |
| Fayette   | Lexington       | 275.127        | +14.615  |
| Kenton    | Covington       | 155.867        | +4.404   |
| Boone     | Florence        | 126.552        | +40.560  |
| Warren    | Bowling Green   | 105.398        | +12.876  |
| Hardin    | Elizabethtown   | 99.724         | +5.554   |
| Daviess   | Owensboro       | 94.575         | +3.030   |
| Campbell  | Newport         | 85.886         | −2.730   |
| Madison   | Richmond        | 84.626         | +13.754  |
| Bullitt   | Shepherdsville  | 75.712         | +14.476  |
| Christian | Hopkinsville    | 67.981         | −4.328   |
| Pike      | Pikeville       | 65.108         | −3.620   |
| McCracken | Paducah         | 63.882         | −1.632   |
| Pulaski   | Somerset        | 62.183         | +5.966   |
| Oldham    | La Grange       | 60.641         | +14.463  |